# Cieśnina Lancastera
Cieśnina Lancastera (ang. Lancaster Sound, fr. Détroit de Lancaster ) – cieśnina Oceanu Arktycznego oddzielająca Ziemię Baffina od wyspy Devon, leżąca w kanadyjskim Archipelagu Arktycznym; administracyjnie w terytorium Nunavut.  
Część Kanału Parry’ego i Przejścia Północno-Zachodniego.

## Geografia
Cieśnina Lancastera leży w kanadyjskim Archipelagu Arktycznym na Oceanie Arktycznym – oddziela Ziemię Baffina od wyspy Devon  i łączy się z Cieśniną Barrowa na północny wschód od Somerset Island . Jest to zachodnia odnoga Zatoki Baffina .
Płynąc od wschodu, stanowi pierwszą część Kanału Parry’ego (pozostałe to według raportów dla Rady Arktycznej: Cieśnina Barrowa i Cieśnina Melville’a) ; jest częścią Przejścia Północno-Zachodniego .
Administracyjnie leży w terytorium Nunavut .
Różne źródła podają różną długość i szerokość cieśniny – długość od 320 km   do 400 km , szerokość od 50–80 km  do ok. 100 km . Jej głębokość dochodzi do 1232 m . Charakteryzuje się dość dobrze rozwiniętą linią brzegową z wieloma zatokami . Przepływa przez nią silny zimny prąd morski z zachodu na wschód .
Od października do czerwca cieśnina pokryta jest lodem . W okresie od połowy lata do wczesnej jesieni żeglowność cieśniny utrzymywana jest przy pomocy lodołamaczy .
Wody cieśniny bogate są w czynniki odżywcze i charakteryzują się różnorodnym światem zwierzęcym . Na Bylot Island w jej wschodniej części gniazduje ok. 3 milionów ptaków rocznie . W jej wodach występują nerpy obrączkowane, morsy arktyczne, narwale, białuchy arktyczne, orki oceaniczne i wale grenlandzkie . W regionie cieśniny żyją także niedźwiedzie i lisy polarne . W ujściach rzek do cieśniny odławiany jest Golec zwyczajny .
Część cieśniny jest obszarem chronionym, należącym do Parku Narodowego Sirmilik .

## Historia
Cieśnina została odkryta przez Europejczyków w 1616 roku – przez Williama Baffina (1584–1622) i Roberta Bylota (1610–1616), którzy nadali jej nazwę na cześć jednego z trzech głównych sponsorów ich wyprawy – kupca londyńskiego Jamesa Lancastera (1554–1618).
Ani Baffin, ani późniejszy poszukiwacz Przejścia Północno-Zachodniego w 1818 roku John Ross (1777–1856) nie odkryli jej potencjału dla żeglugi na zachód. Ross utrzymywał, że jest to jedynie zatoka. Teorię tę obalił w 1819 roku William Edward Parry (1790–1855).
Cieśninę spenetrowali w latach 30. XIX w. wielorybnicy. Pod koniec XIX w. na brzega cieśniny założono faktorie handlowe Button Port, Albert Harbour, Arctic Bay, Pond Inlet i Dundas Harbour .
W 1924 roku przez cieśninę przeprawił się szlakiem inuickich myśliwych kanadyjski policjant A.H. Joy.